# Haak-en-oogsluiting

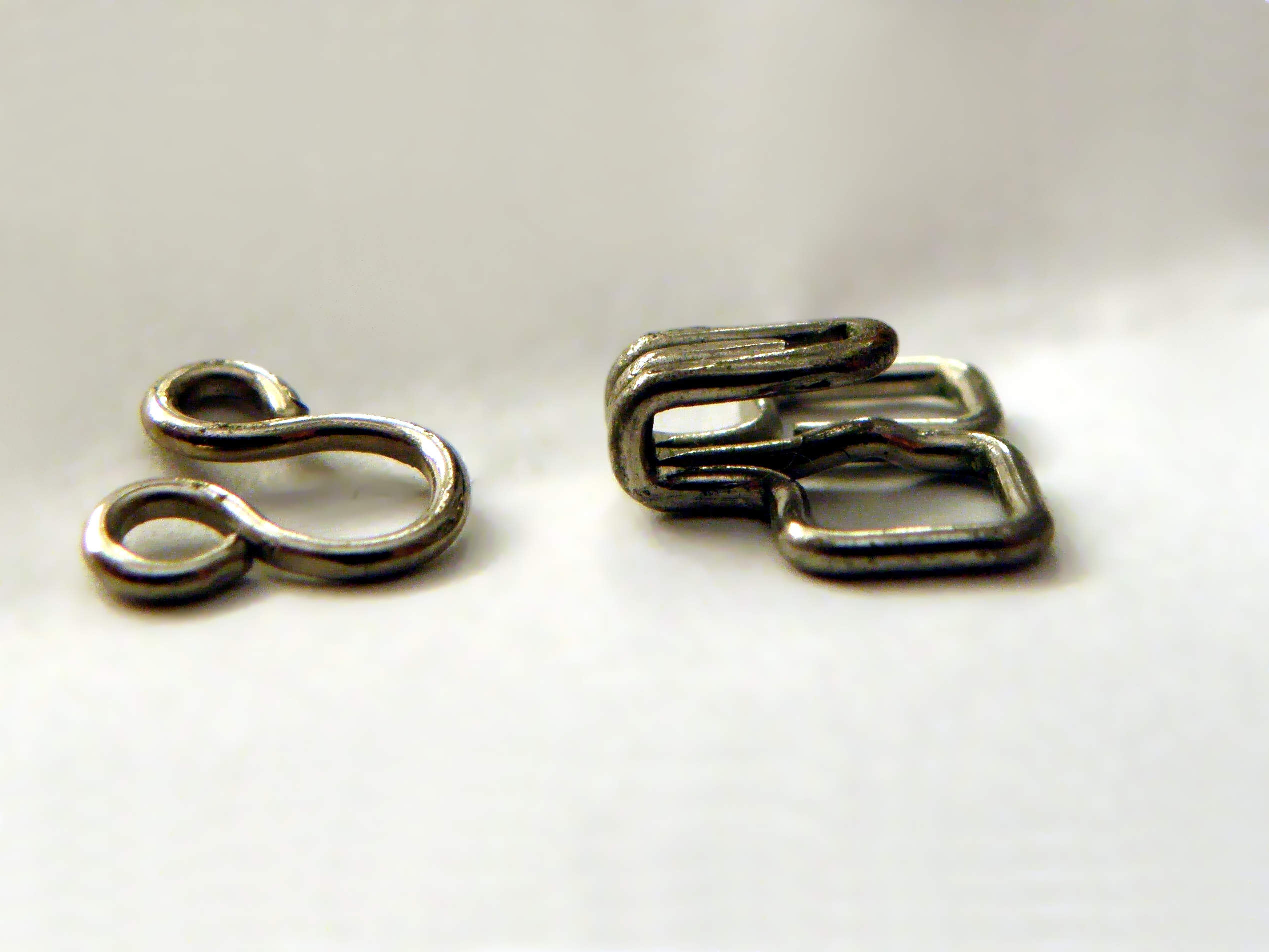
Haak-en-oogsluiting zoals toegepast bij beha's

Een haak-en-oogsluiting is een eenvoudige maar praktische manier om delen van kleding aan elkaar te bevestigen. Het bestaat uit een metalen haak (gewoonlijk een in vorm gebogen metaaldraad) en een oog van hetzelfde materiaal waarin de haak past. Het is met deze methode van sluiten mogelijk om delen van kleding aan elkaar te bevestigen zonder dat de delen elkaar overlappen, zoals bij een knoopsluiting het geval is. De sluiting heeft een lange geschiedenis en wordt nog steeds toegepast, met name als sluiting van beha's en korsetten.

## Geschiedenis

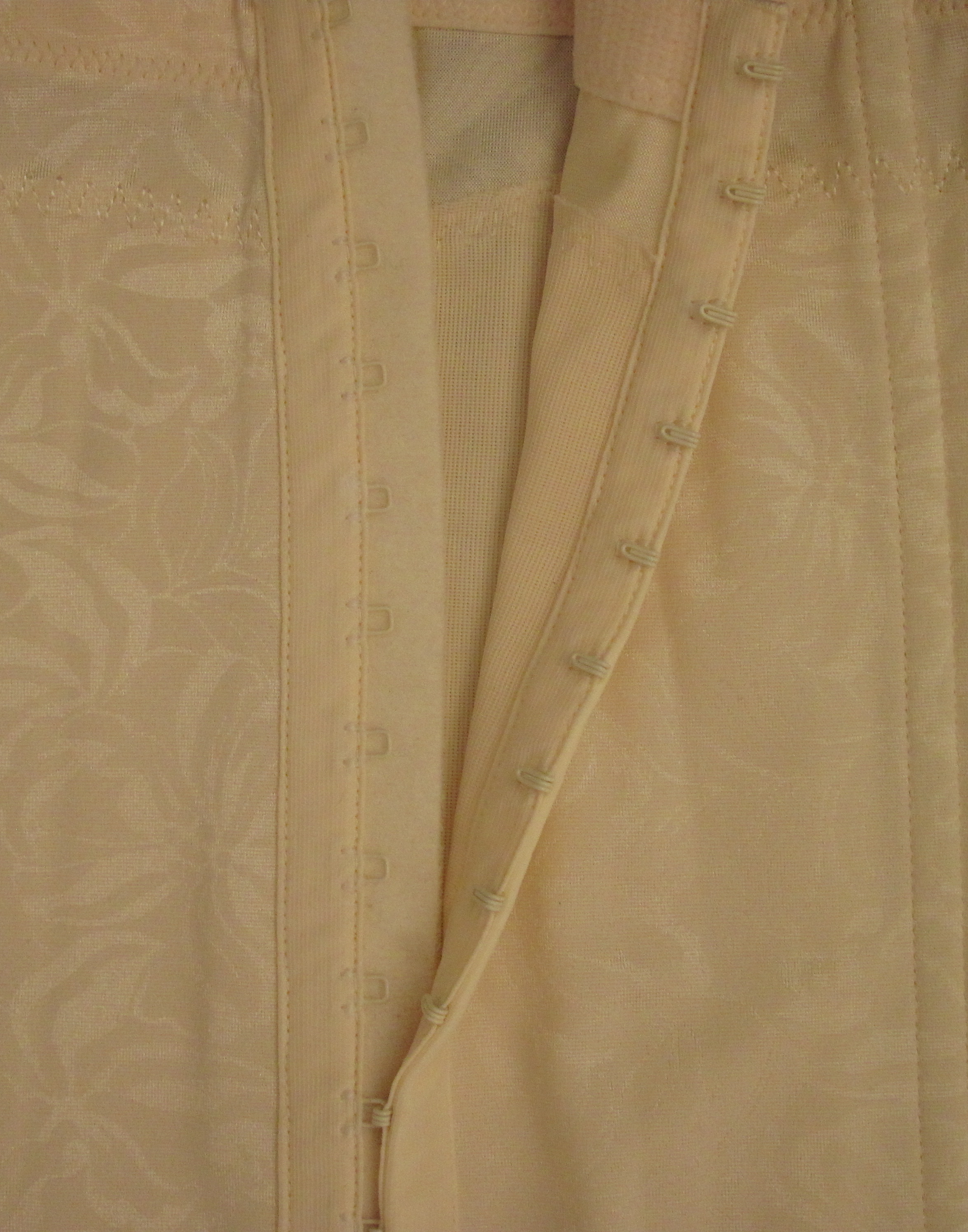
Detail van modern korset met haak-en-oogsluiting

De haak-en-oogsluiting verschijnt voor het eerst onder de naam "haak en lus" (crochet and loop) in het 14e-eeuwse Engeland. De eerste verwijzing naar de term haak-en-oog verschijnt in Aubrey's Brief Lives in 1697, waarin wordt beschreven dat een broek wordt gesloten met "hook and eies". Haken-en-ogen werden met de hand gemaakt van metaaldraad. In de tweede helft van de 19e eeuw was waarschijnlijk de stad Redditch (Engeland) de eerste waar haken-en-ogen (in allerlei soorten en maten, waaronder ook vishaken) machinaal vervaardigd werden.
In 1889 patenteerde de Amerikaan Frank Emerson Delong zijn uitvinding de "Delong hump" ("Delong-bult"), een kleine uitstulping vlak bij de aanhechting van de haak. Hierdoor werd het onmogelijk dat de haak per ongeluk uit het oog gleed als er even geen spanning op de stof stond.
Omdat het bevestigen van haken-en-ogen op kleding zeer arbeidsintensief is als het gaat om de lange rijen die nodig zijn bij korsetten, werden de sluitingen op den duur geproduceerd in de vorm van haak-en-oogband, bestaande uit twee stroken, één voorzien van haken en de andere voorzien van oogjes, die eenvoudig op de kleding genaaid konden worden met een naaimachine.

## Toepassing
De haak-en-oogsluiting speelt een belangrijke rol bij de vervaardiging van korsetten voor vrouwen. Met een lange reeks van haken-en-ogen is het mogelijk de spanning die op de stof staat over een groot oppervlak te verdelen. Hierdoor kan een buste ondersteund en een taille ingesnoerd worden zonder dat de stof gaat scheuren. Bovendien maakt deze sluiting, aan de voorkant van het korset, het mogelijk voor een vrouw om het korset zelfstandig te kunnen sluiten, in plaats van dat een ander de (oorspronkelijke) sluitlinten of -koorden aan de achterkant moet aansnoeren en vaststrikken.
Naast de toepassing op beha's, bustiers, korsetten en andere lingerie wordt bij kleding vaak een enkele haak-en-oogsluiting onzichtbaar aan de binnenkant van de tailleband genaaid, net boven de bovenkant van een rits van een rok, jurk of broek. Doordat de spanning op de stof gedragen wordt door de haak-en-oogsluiting wordt voorkomen dat de rits spontaan opengaat (vergelijkbaar met de knoop boven de rits van een spijkerbroek).

## Overig
De uitdrukking "er zitten veel haken en ogen aan" betekent dat iets meer problemen geeft dan je op het eerste gezicht zou verwachten. Het verwijst naar de moeite die je moet doen om de schijnbaar eenvoudige, maar uit talloze kleine haakjes en oogjes bestaande sluiting van een korset, te sluiten.